# Datování
Datování, datace je určování a případně zápis data událostí. Je částí časomíry (měření času). Její součástí je určení dne a roku (ročení) prostřednictvím letopočtu resp. letopočtů. Vychází z jednotek času, od dne po roky.

## Datace skalendářem a érou
Den se určuje v návaznosti na kalendář přesně a podrobně takto:
1. stanovením začátku dne: novodobě převážně o půlnoci, ale tradičně bývalo od setmění do setmění nebo naopak mezi rozbřesky,
2. pozicí dne vůči delším obdobím, zpravidla od jeho začátku. Takovým obdobím jsou zejména týden a měsíc, dříve i vůči určitým dnům v měsíci – kalendě a noně (poněkud obdobné dekádě).
3. určení tohoto delšího období, zejména jeho začátkem a pořadovým číslem (týdne, měsíce) nebo jeho názvem (měsíce) v rámci roku,
4. ročení stanovením začátku roku a pořadí roku v rámci éry určením letopočtu éry, v rámci které počítáme roky.

Díky pevnému a všeobecně uznanému kalendáři tzv. „gregoriánskému“ v současnosti stačí vypisovat jen část z těchto údajů a ostatní (zejména začátky jednotlivých období) mlčky předpokládat:
- začátek měsíce v rámci roku (tj. délka předchozích měsíců),
- začátek roku (1. ledna) a
- začátek dne (půlnoc),
- jednotná délka týdne (7 dnů) a uspořádání dnů v něm včetně začátku (ve střední Evropě od pondělí),
- začátek počítání týdnů v roce (novodobě: 1. týden roku je týden prvního čtvrtku v daném roce)[1]
- epocha, tj. počátek letopočtu, kterým se míní křesťanská epocha Vtělení Krista podle římského mnicha Dionysia Exigua, kterou stanovil v roce 535 tak, že křesťanský rok 532 následoval po roce 247 Diokleciánovy éry.

Tak stačí stanovit, zpravidla zapisovat a číst:
- (volitelně, zpravidla se neuvádí) den v týdnu jeho názvem, výjimečně doplněný číslem týdne v roce,
- den v měsíci řadovou číslovkou v mluvě v genitivu mužského rodu, psanou číslem s tečkou; názvy dnů v měsíci nejsou zavedené,
- měsíc v roce buď jeho pořadovým číslem (řadovou číslovkou, proto česky s tečkou), anebo názvem v nominativu nebo genitivu - původní nezkrácené určení dne v měsíci obsahovalo nyní vynechávané sousloví „dne měsíce“, např. „10. dne měsíce června“ - a konečně
- rok našeho letopočtu, případně před naším letopočtem, základní číslovkou v nominativu (dříve řadovou v genitivu) s dodatkem „našeho letopočtu“, zkratkou „n. l.“ resp. „před naším letopočtem“ („př. n. l.“), nebo tomu odpovídající, zejména ve spojitosti s křesťanstvím, „po Kristu“ resp. „před Kristem“. Dodatek „roku“ nebo některé dodatky (opět spojené s křesťanstvím) jako „léta Páně“, zkratkou „L.P.“, řidčeji „roku Páně“, latinsky „anno Domini" (AD) apod. stojí v textu před číslem roku, které se pak vyslovuje číslovkou řadovou v genitivu.

## Předletopočtem
Dovětek o našem letopočtu (nebo třeba „léta Páně“) se zpravidla uvádí jen, pokud pro danou událost připadá v úvahu i doba před epochou. Naopak o příslušnosti nějakého data před naši éru se doplňuje vždy. Zpětné číslování (před naším letopočtem apod.) je zavedeno fakticky až jako novověká vymoženost, ač ji prvně uvedl a patrně i vynalezl již Beda Ctihodný v 8. století. V astronomii se počítá doba před epochou s nultým rokem (občansky jde o 1. rok př. n. l.) a zapisuje se se znaménkem minus.

## Juliánská éra
Juliánské datování (Juliánská éra) je nejstručnější dostupné a také užívané datování, určení dne resp. okamžiku, které se nepojí ani s kalendářem ani s ročením, ale má jenom
- epochu: poledne 1. 1. 4713 př. n. l. a
- pořadí dnů jako období mezi nejbližšími poledny. Části dne se určují desetinným zlomkem.

Čísluje dny přímo od počátku datace (tj. od epochy), kterým je 1. den měsíce ledna roku 4713 před naším letopočtem a pokrývá tak prakticky celé dějiny lidstva. Toto datování se nazývá Juliánská éra (nejde ale o éru letopočtu, ale o éru počítání dnů) a je užívané jak v astronomii, tak v historiografii pro převody datací různých ér a kalendářů. V občanském životě se zatím toto juliánské datování neujalo.